# Jerónimo Anchuela
Jerónimo Anchuela (Daroca, ca. 1706 – Pamplona, 11 de julio de 1763). Impresor afincado en Pamplona, comienza a trabajar en el taller de José Joaquín Martínez; posteriormente se emancipa para abrir una imprenta, que se mantiene activa en la capital navarra entre 1736 y 1756, periodo en el que se tiene noticia de que imprime 24 libros, al margen de multitud de pequeños encargos para instituciones y particulares. 
La actividad de la imprenta y librería fue decayendo hasta el punto de que fueron embargadas y finalmente en 1753 pasaron a manos de Pascual Ibáñez.

## Vida
Aragonés, nacido en Daroca hacia 1706, hijo de Tomás Anchuela y de Josefa Martín y Heredia, comienza a trabajar en Pamplona en la imprenta de José Joaquín Martínez, primero como “mancebo” para después alcanzar el rango de oficial. Hombre de confianza de este impresor, contraerá matrimonio, en 1730, con Fermina de Esain, sobrina de Magdalena Vidaurre, la esposa de su patrón. A la sazón Anchuela debía de tener 24 años. El matrimonio tuvo cinco hijos, tres varones y dos mujeres entre 1731 y 1742.
Jerónimo de Anchuela reside y trabaja, en los primeros años de su matrimonio, en la calle de Bolserías, en la parroquia de San Saturnino, al amparo del taller de José Joaquín Martínez. En 1736, cuando se distancia de su protector, pone en marcha una imprenta, traslada taller y vivienda a la calle San Agustín. Al mismo tiempo, mantiene abierta la librería en la calle Bolserías, según se constata en 1740. De cualquier manera, Anchuela residió en la parroquia de San Juan Bautista, en el barrio de la Navarrería, puesto que aquí bautizó a sus hijos y recibió sepultura.
En 1752 Anchuela enviuda de Fermina de Esain, después de 22 años de matrimonio. Ese mismo año, cuando ha rebasado los 45 años, se casa con la pamplonesa Antonia Ezpeleta. En su segundo matrimonio tuvo cuatro hijos, dos varones y dos mujeres que nacieron entre 1753 y 1763, año en el que falleció. 

### Distanciamiento de José Joaquín Martínez
En 1734, las relaciones laborales entre José Joaquín Martínez, el maestro impresor, y su empleado Jerónimo de Anchuela se enturbian y las discrepancias los conducen ante los tribunales, aunque finalmente llegan a un acuerdo que suspende el litigio. 

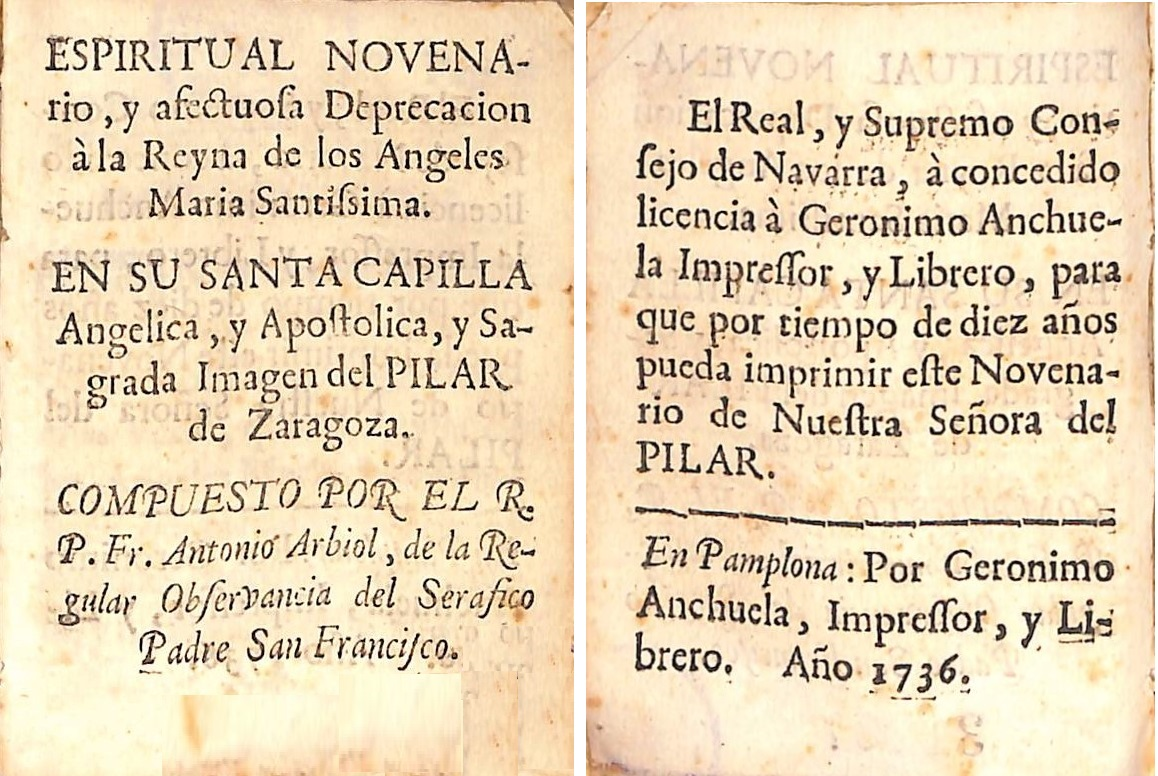
Novena a la Virgen del Pilar impresa y editada por Anchuela el primer año de funcionamiento de su taller (1736)

A la muerte de José Joaquín Martínez, en 1741, se reavivan los conflictos entre las dos familias. Jerónimo de Anchuela reivindica los derechos de su esposa Fermina de Esain a la herencia de su tía Magdalena de Vidaurre y, por extensión, a la de José Joaquín Martínez. Martínez había muerto sin descendencia y sus abundantes bienes eran disputados por los allegados de su primera esposa, Magdalena de Vidaurre, y por su segunda mujer, María de Lizasoain. 
Además de la herencia, Anchuela reclama 1593 reales. En 1742 la Corte Mayor de Navarra falla a favor de Anchuela y obliga a la viuda de José Joaquín Martínez a pagarle la suma reclamada por salarios atrasados y por la encuadernación de novecientos libros.

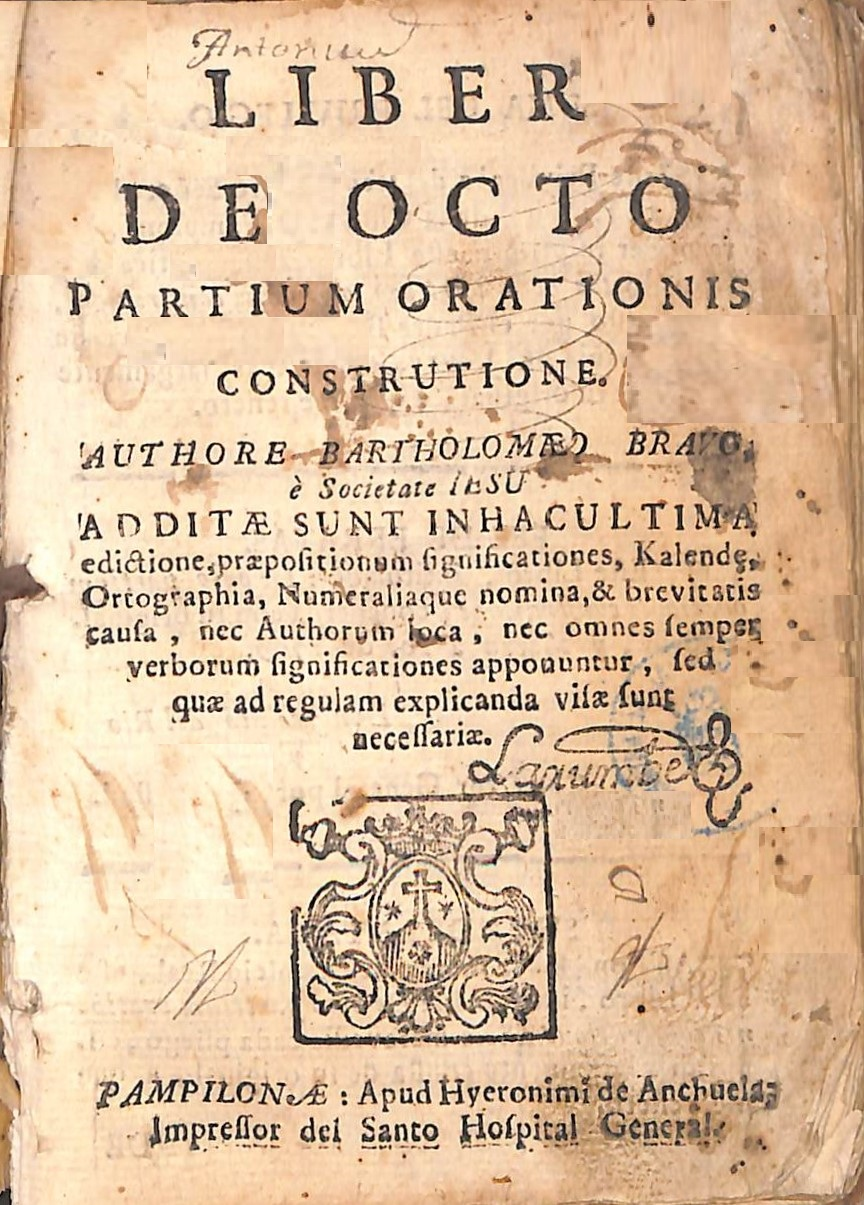
Gramática escolar impresa para el "Santo Hospital General" hacia 1749

### Declive económico y fallecimiento
La actividad del taller y de la librería de Anchuela marca un proceso de aceptable desarrollo hasta aproximadamente 1746; a partir de este año, que viene a coincidir con el arriendo de su imprenta, se advierte un declive progresivo. En 1753 aparece el último libro con su pie de imprenta —una modesta impresión del Ordo recitandi divinum officium—; en lo sucesivo centra su trabajo en la librería, de la que saca escasos beneficios.
En 1763 muere, sin cumplir los sesenta años. No hace testamento pues su situación económica es mala, hasta el punto de que el taller le ha sido embargado y desde 1754 es propiedad de Pascual Ibáñez. Su hijo Lucas Jerónimo trabaja en una imprenta como asalariado.

## El taller de imprenta
En 1740 Anchuela aparece asentado como impresor y librero, con una actividad que se podría calificar de moderada y constante. En este sentido, la inspección realizada por el Consejo Real el citado año ofrece una imagen de la dimensión del taller, que comprende “el cuarto donde tiene la imprenta y el tórculo de sacar láminas y los demás cuartos de su habitación, y asimismo la tienda, que la tiene en la calle de la Bolsería, donde pone de venta lo que trabaja”.
Cinco años después, en 1745, se tiene noticia más precisa de los elementos del taller. Dispone de cinco cajas con tipos de “lectura” y “tres pliegos más o menos de letra de dicha lectura [...] y tres cajas con tipos de ‘texto’, con dos pliegos poco más o menos. Cuenta con una prensa, dos ramas, doce galeras, un tórculo y ocho tablas de levantar formas. En cuanto a los útiles de encuadernar, tiene de un juego completo de hierros de dorar, comprado en Roma, Se lo había regalado el corista mayor de la parroquia de San Juan Bautista de Pamplona, a la que pertenece.
Desde 1739 Antonio Castilla trabaja en su taller en calidad de aprendiz. Es natural de Pamplona, tiene en torno a 18 años y aquí alcanzá el rango de oficial. Cuando Anchuela alquila su imprenta en 1745, en el contrato exigirá a los arrendatarios que sigan empleando a Castilla, con el mismo sueldo que tenía hasta la fecha, ya que él no puede darle trabajo.

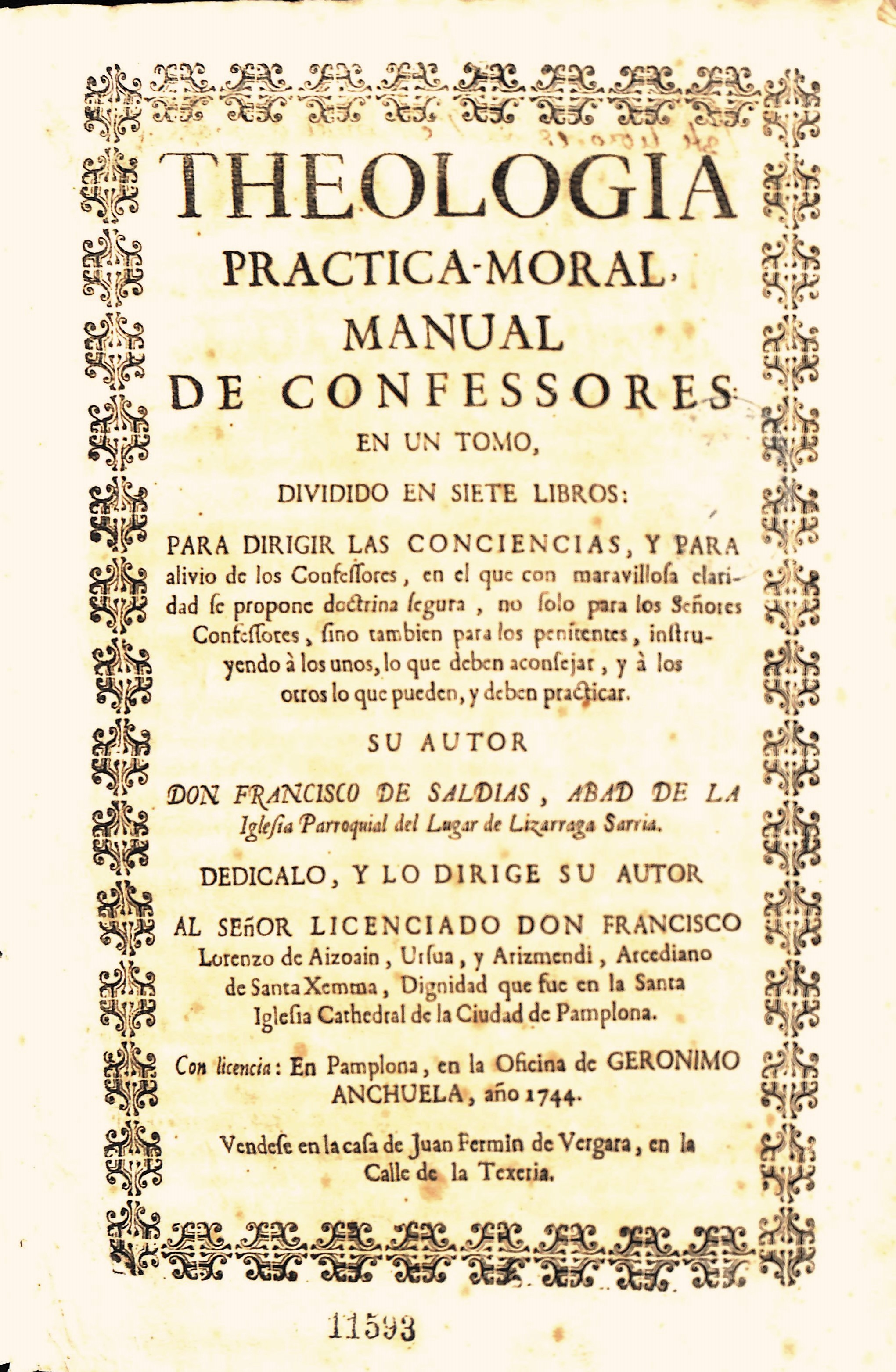
Tratado de Teología, en formato folio y con más de mil páginas, impreso en 1744

### Arriendo de la imprenta (1745)
La deficiente marcha del taller de imprenta debió de obligarle, en 1745, a arrendarlo a dos jóvenes oficiales José Botaya y Martín José de Rada. Mientras tanto, Anchuela se limitaba a regentar la librería. En virtud del contrato suscrito al efecto, todo lo impreso por los dos socios sería remitido para su venta a la librería de Anchuela, que también se encargaría de la encuadernación de los libros.
Hasta el momento de coger la imprenta de Anchuela, Botaya y Rada habían trabajado en el taller de Miguel Antonio Domech, quien se siente perjudicado por su marcha, ya que temía la pérdida de clientes y encargos por la competencia de los nuevos impresores y, lo que era más importante, se enfurece por la salida de dos trabajadores competentes a los que sería difícil reemplazar “por la falta que hay de semejantes oficiales”. El enfrentamiento entre Domech y Anchuela se enconó hasta llegar a los tribunales.

## Inspector de publicaciones del Hospital General
En 1748 el Hospital General de Pamplona le encomienda la vigilancia y denuncia de la venta fraudulenta de sus publicaciones, que en su mayor parte eran obras demandadas, de empleo frecuente y de precio bajo. Se da la circunstancia de que en ese año no se tiene noticia de que imprimiera un libro, lo que podría indicar que la falta de trabajo le animó a aceptar el encargo del Hospital. Actuó al menos en 1748 y 1749 como inspector  y en este tiempo denunció, entre otros, a Martín José de Rada, Pascual Ibáñez y José Botaya.

## Producción de libros (1736-1753)
La actividad de Anchuela como impresor de libros está datada entre 1736 y 1753, 17 años en total, en los que imprime 24 monografías, lo que viene a suponer en torno al tres por ciento de la producción de libros en Navarra en el Setecientos; por otra parte, representa una media de 1,4 obras impresas en su taller por año, que coincide con la media anual de ediciones de libros registrada en Navarra en el siglo XVIII. Cabe destacar la elevada proporción de reimpresiones, de obras ya editadas con anterioridad en Navarra, que constituyen más de la mitad de los títulos salidos de su taller. Dominan los piadosos, de carácter popular, como los Ejercicios de san Ignacio de Loyola y la Meditaciones del Sagrado Corazón de Jesús de Juan de Loyola. 
| Producción de libros de la imprenta de Jerónimo Anchuela (1736-1753) |
| -------------------------------------------------------------------- |
|                                                                      |

El periodo de actividad más intensa es relativamente corto, ya que se concentra en el quinquenio 1740-1744 en el que aparecen nueve títulos. La producción se orienta a obras preferentemente religiosas —17 de los 24 libros—, a las que se añaden tres encargos oficiales referidos a discursos fúnebres. Las obras religiosas están dedicadas al gran público y, en consecuencia, se trata de trabajos de gran difusión, elevadas tiradas y coste bajo, en los que predominan los formatos pequeños y volúmenes de un número reducido de páginas —18 de los 24 libros tienen menos de 200 páginas—. 
El balance de la calidad tipográfica es más bien modesto. De los 17 títulos evaluados 11 están en el nivel de suficiente o  deficiente, y ni uno solo alcanza la calificación de excelente. 

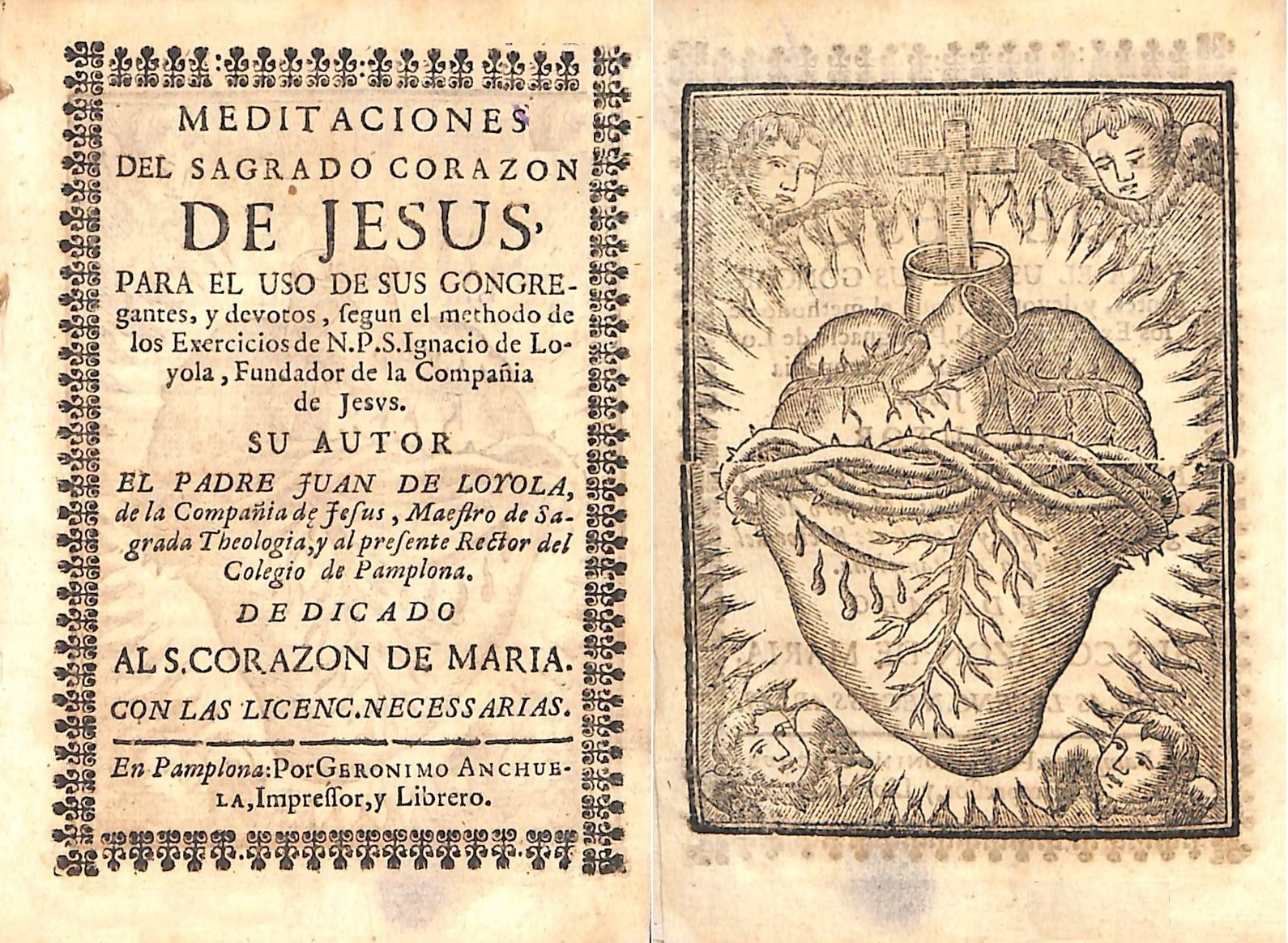
Libro de devoción con una xilografía Fldel Corazón de Jesús a toda página
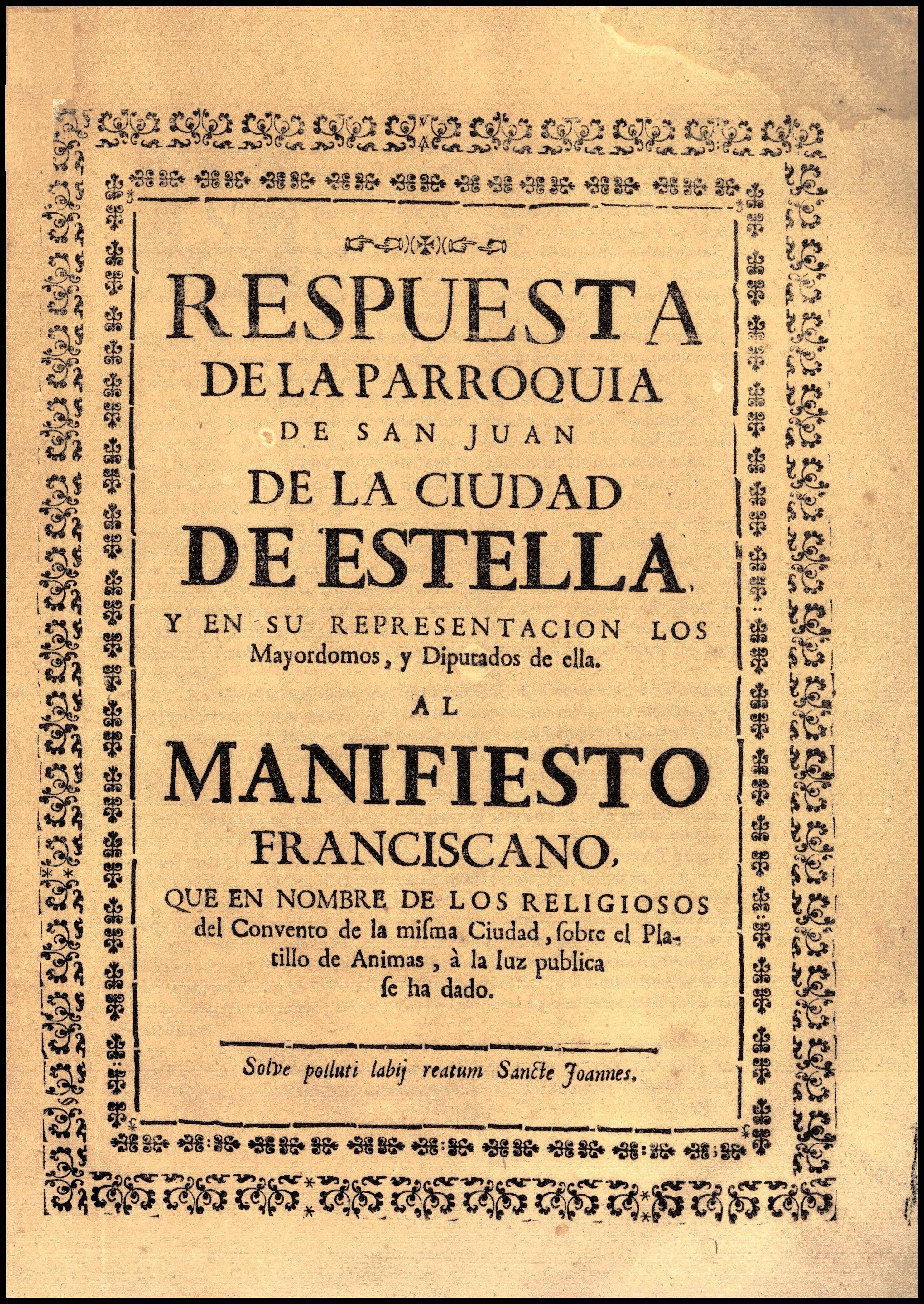
Pleito entre la parroquia de san Juan y el convento de los franciscanos de Estella por la recogida de la limosna de las ánimas
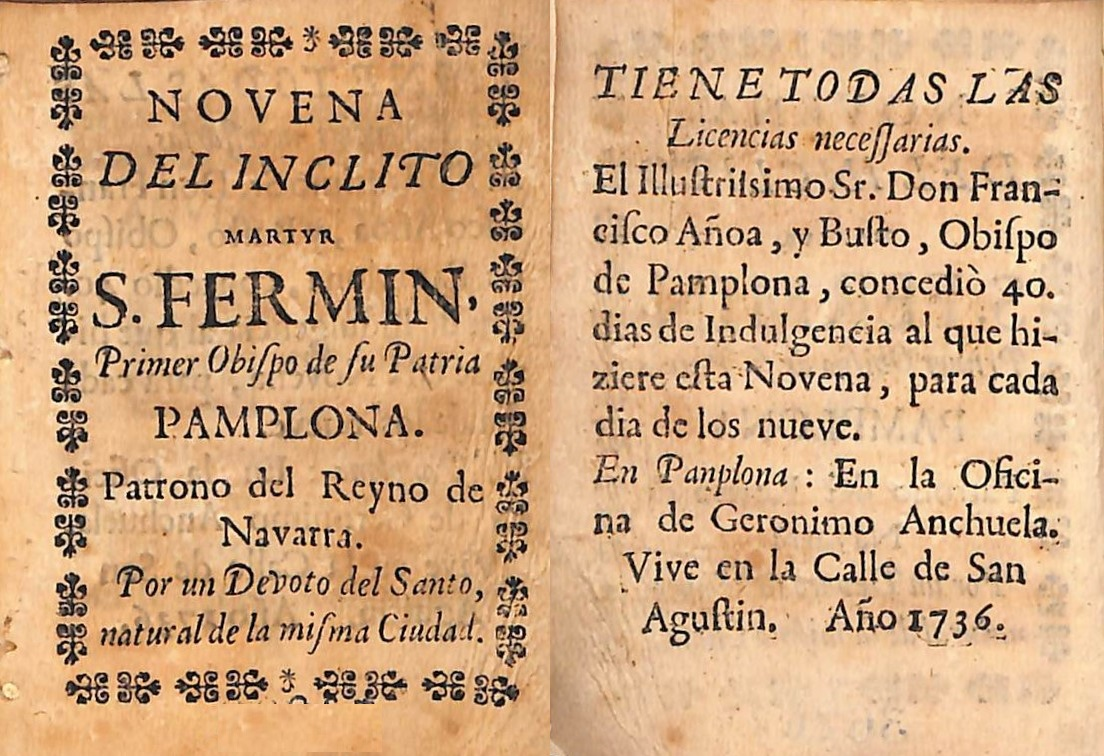
Novena a san Fermín en la que figura la calle de san Agustín como dirección de la imprenta (1736)
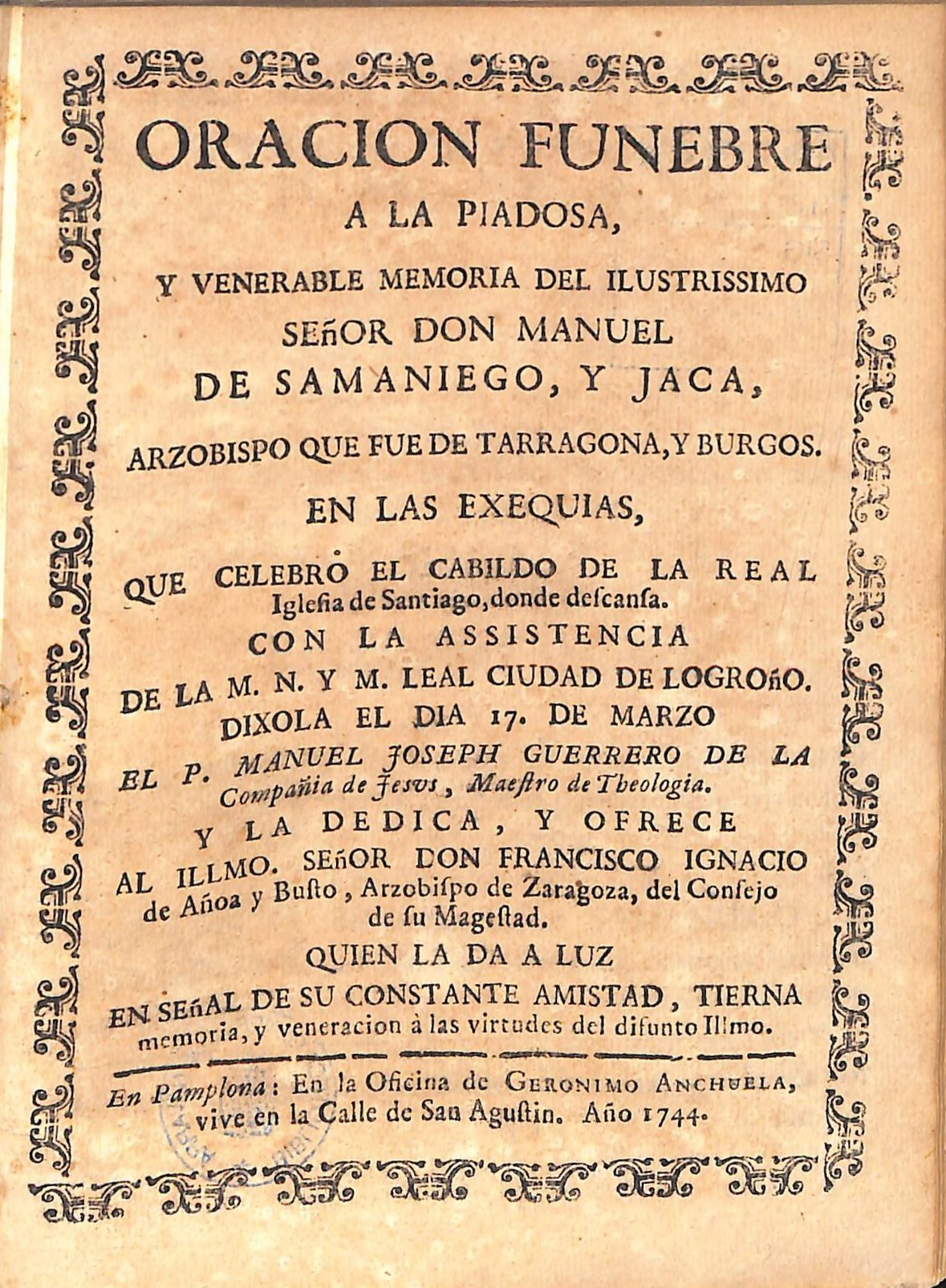
Portada barroca del sermón fúnebre en memoria del obispo Samaniego y Jaca (1744)
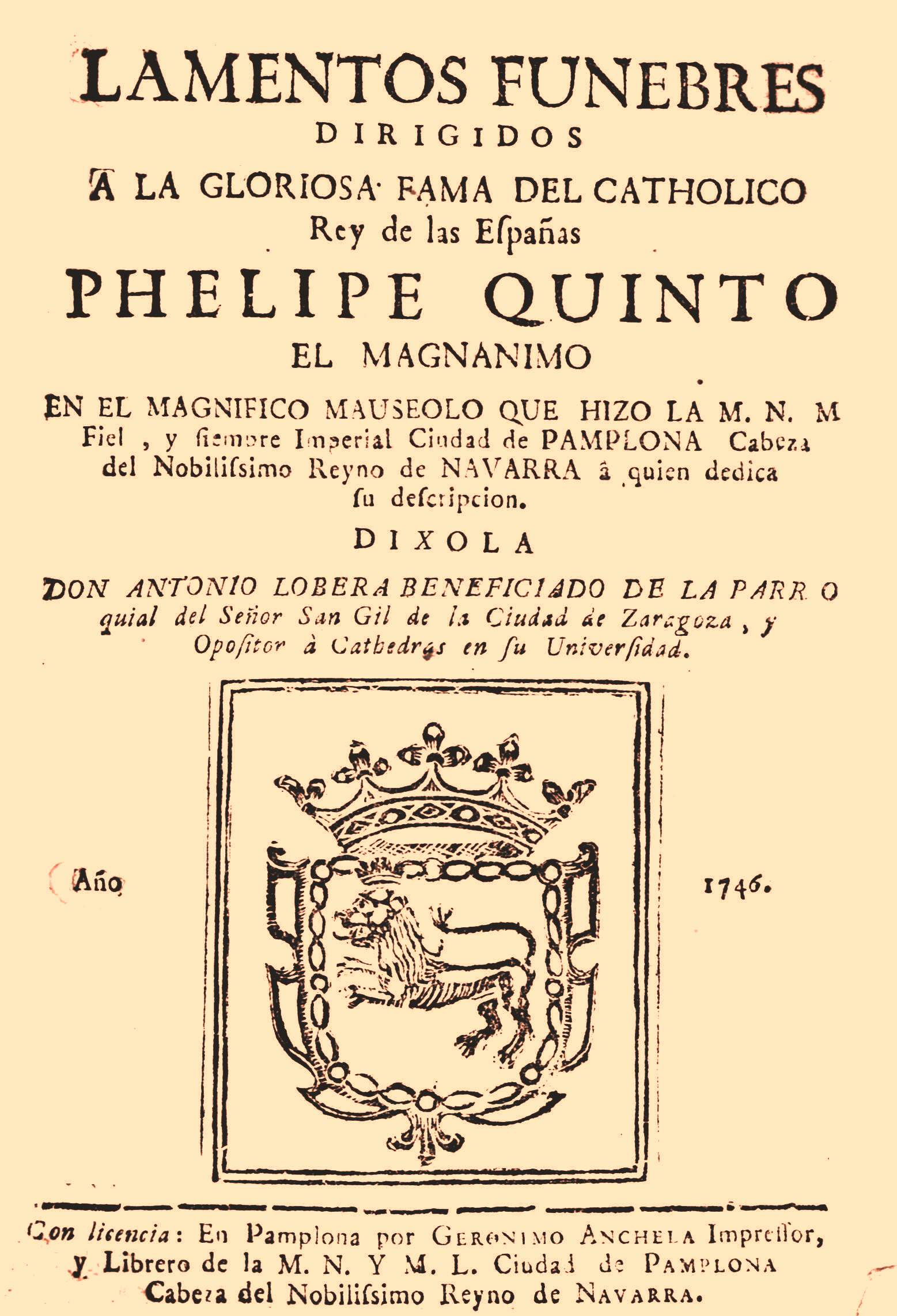
Exequias de Felipe V editadas por el ayuntamiento de Pamplona (1746)
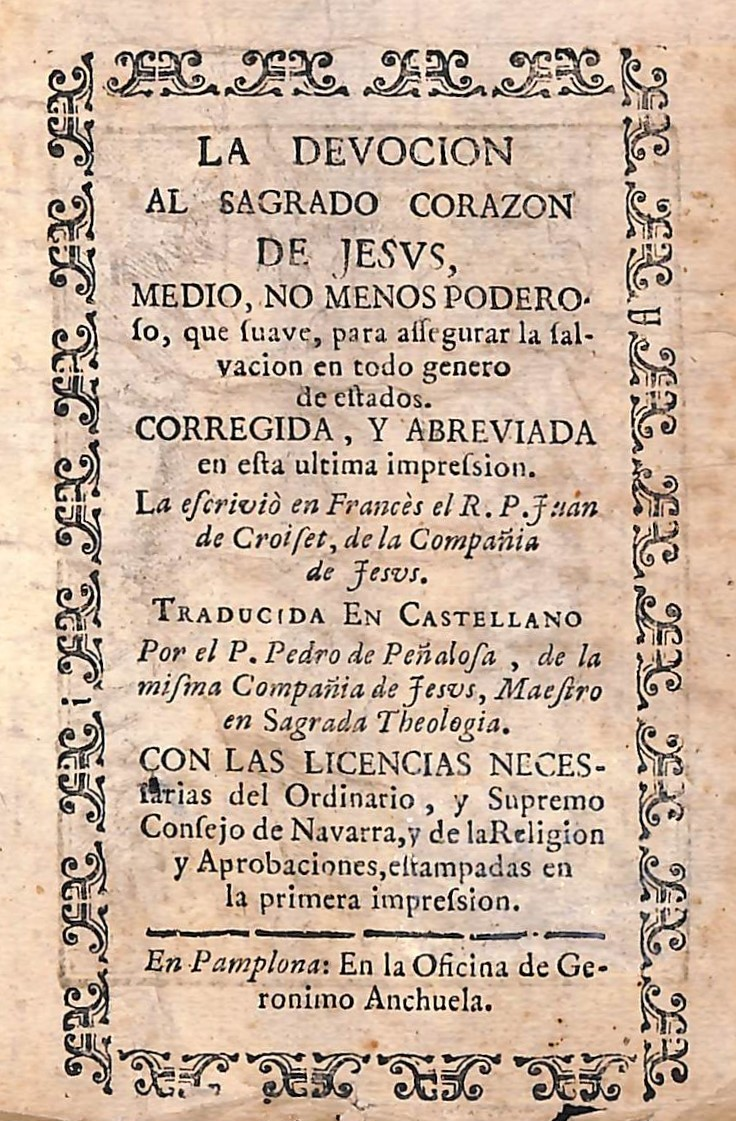
Libro de piedad del afamado sacerdote francés Jean Croiset (1750)